# Улица Борукаева (Владикавказ)
Улица Борукаева — улица в городе Владикавказ, Северная Осетия, Россия. Находится в Иристонском муниципальном округе между улицами Максима Горького и Бутырина. Начинается от улицы Максима Горького.

## История
Улица названа в честь осетинского партийного и государственного деятеля, ответственного секретаря Северо-Осетинского обкома ВКП(б) Казбека Борукаева.
Улица образовалась в 20-х годах XX века. Впервые упоминается в Перечне улиц Владикавказа 1925 года под наименованием 2-я Проектированная улица. В 1943 году отмечена на Плане города Владикавказа под названием Цветочная улица.
18 октября 1962 года решением Исполкома Орджоникидзевского городского Совета депутатов трудящихся Цветочная улица переименована в улицу Борукаева:

«В целях увековечения памяти видных деятелей революционного движения на Тереке … переименовать улицу Цветочную в улицу имени К. К. Борукаева».

## Источник
- Владикавказ. Карта города, 2011.
- Кадыков А. Н. Улицы, переулки, площади и проспекты г. Владикавказа: справочник. — Владикавказ: Респект, 2010. — С. 39 — 41. — С. 512 — ISBN 978-5-905066-01-6
- Торчинов В. А., Владикавказ., Краткий историко-краеведческий справочник, Владикавказ, Северо-Осетинский научный центр, 1999, стр. 93, 98, ISBN 5-93000-005-0
- Ларина В.И. Имени Борукаева (Борукаев К. К.) // Их именами названы улицы. — Орджоникидзе: Ир, 1979. — С. 14—18.